# Пляж Джеймса Бонда
Пляж Джеймса Бонда (англ. James Bond Beach) расположен на северо-западной окраине городка Оракабесса, приход Сент-Мэри, графство Мидлсекс, северная Ямайка. Омывается водами Карибского моря, которое в этом месте является рыбным заповедником. Он занимает три стороны полуострова почти правильной квадратной формы площадью около 10 000 м² и имеет общую протяжённость береговой линии около 350 метров. На пляже работают бар Moonraker, открытый со всех четырёх сторон, вмещающий 200 посетителей, и ресторан. Середина «квадрата» представляет собой большую лужайку, на которой периодически проходят музыкальные выступления: в частности, здесь играли Рианна, Зигги и Боб Марли, Лорин Хилл. Вход на пляж стоит 350 ямайских долларов.
Безымянный пляж получил своё нынешнее название после того, как в 1961—1962 годах здесь прошли съёмки ключевых сцен фильма «Доктор Ноу» — первого фильма в киносерии о британском суперагенте Джеймсе Бонде. В этом фильме именно на этот пляж из воды вышла первая «девушка Бонда» Урсула Андресс в своём белом бикини, потрясшем весь мир. Также в особняке неподалёку долгое время жил Ян Флеминг — создатель Джеймса Бонда. Тем не менее, тема этого секретного суперагента на пляже и в его заведениях почти никак не раскрыта, соответствующих сувенирных точек на пляже также нет.